# Auzoue
Az Auzoue folyó Franciaország területén, a Gélise jobb oldali mellékfolyója.

## Földrajzi adatok
A folyó Gers megyében Bassoues-nél ered 230 méteren, és Mézinnél Lot-et-Garonne megyében ömlik a Gélise-be. Hossza 74,3 km.

## Megyék és városok a folyó mentén
- Gers: Courrensan, Montréal, Fourcès
- Lot-et-Garonne: Mézin